# Pavlovice
Pavlovice är en ort i Tjeckien.   Den ligger i regionen Mellersta Böhmen, i den centrala delen av landet, 60 km sydost om huvudstaden Prag. Pavlovice ligger 401 meter över havet och antalet invånare är 173.
Terrängen runt Pavlovice är huvudsakligen platt, men åt nordost är den kuperad. Runt Pavlovice är det ganska glesbefolkat, med 31 invånare per kvadratkilometer. Närmaste större samhälle är Vlašim, 2,6 km väster om Pavlovice. Omgivningarna runt Pavlovice är en mosaik av jordbruksmark och naturlig växtlighet.